# Bundesautobahn 542
La Bundesautobahn 542, abbreviata anche in A 542, è una breve autostrada tedesca della lunghezza di 6 km che collega la città di Monheim alla città di Langenfeld e all'autostrada A 3.

## Percorso
| A 542 |           |                      |     |                |                |
| Tipo  | n° uscita | Indicazione          | km  | Corrispondenze | Strada europea |
|       |           | Uscita provvisoria   | 3,2 |                |                |
|       | 1         | Kreuz Monheim Sud    | 3,5 |                |                |
|       | 2         | Langenfeld Reusrath  | 5,7 |                |                |
|       | 3         | Langendeld Immigrath | 8,0 |                |                |
|       | 4         | Dreieck Langenfeld   | 8,8 |                |                |